# Ofra Haza
Ofra Haza (hebreu: עפרה חזה)  (Hatikva Quarter, 19 de novembre de 1957 - Ramat Gan, 23 de febrer de 2000) va ser una cantant, compositora i actriu israeliana que va aconseguir una gran popularitat a Israel i a tot el món amb una peculiar mescla de la música tradicional dels jueus iemenites i el pop. Coneguda comunament al món occidental com "la Madonna de l'Est", o "la Madonna israeliana ". La seva veu ha estat descrita com una "tender" mezzo-soprano. L'any 2023, Rolling Stone va situar Haza en el lloc 186 de la seva llista dels 200 millors cantants de tots els temps.

## Biografia
Va néixer en el si d'una família de jueus originaris del Iemen que havien emigrat a Israel. Als dotze anys es va unir al grup de teatre del barri Hatikva, al sud de Tel-Aviv. Després de servir durant dos anys a l'exèrcit israelià, va gravar el primer disc en solitari, amb el qual va obtenir gran popularitat a Israel. Al llarg de la seva carrera, va aconseguir 16 discos d'or i platí. Va cantar en hebreu, àrab, arameu i anglès, entre altres llengües com l'espanyol.
El 1983 va participar en el Festival d'Eurovisió, i va obtenir el segon lloc amb la cançó Jai, la qual cosa li va proporcionar fama internacional. Dos anys després va publicar internacionalment el seu disc Yemenite Songs, basat en els poemes del rabí Shalom Shabazi. El 1988 la seva cançó Im Nin'alu, de l'esmentat disc, va aconseguir un gran èxit a Alemanya. Amb l'àlbum Kyria (1992) va obtenir una nominació per als Premis Grammy. Va intervenir en nombroses bandes sonores. Per a la pel·lícula d'animació El príncep d'Egipte, va interpretar el tema Deliver Us (Allibera'ns) no només en la versió original en anglès, sinó també en 18 dels doblatges internacionals de la pel·lícula, incloent les dues versions en espanyol diferenciant l'accent ibèric i el llatinoamericà (per al mercat d'Amèrica Llatina).
El 1992, va col·laborar fent els cors amb The Sisters of Mercy en la cançó Temple of Love. La col·laboració de Ofra Haza, va permetre que aquesta cançó es col·loqués en primers llocs de llistes de venda. Va ser un dels vídeos més vists en MTV l'any 1992.
El 1994, a petició d'Isaac Rabin, va actuar a la cerimònia de lliurament del Premi Nobel de la Pau.
La seva cançó Im Nin 'Alu va aparèixeraen la BSO del videojoc Grand Theft Acte Liberty City Stories.
Va morir, probablement de pneumònia i una fallada multiorgànica complicada per la SIDA, el 23 de febrer de 2000, encara que les circumstàncies de la mort no van ser confirmades per la família. Va morir en el Sheba Medical Center de la ciutat de Ramat Gan.

## Discografia selecta
- 1976 - Vejuts mizé hakol beseder (+ Shejunat Hatikvah Workshop Theatre)
- 1977 - Atik noshan (+Shejunat Hatikvah Workshop Theatre)
- 1979 - Shir hashirim beshaashuim (+ Shechunat Hatikvah Workshop Theatre)
- 1980 - Al ahavot shelanu
- 1981 - Bo nedaber
- 1982 - Pituyim
- 1982 - Liyeladim
- 1983 - Hai
- 1983 - Shirey moledet 1
- 1984 - Bayt ham
- 1984 - Shirey Teyman/Yemenite Songs
- 1985 - Adamah
- 1985 - Shirey Moledet 2
- 1986 - Yamim Nishbarim
- 1987 - Shirey Moledet 3
- 1987 - Album HaZahav (Golden Album)
- 1988 - Shaday
- 1988 - Yemenite Love
- 1988 - Fifty Gates Of Wisdom
- 1989 - Desert Wind
- 1992 - Kirya
- 1992 - The Sisters of Mercy- Temple of Love(con Ofra Haza)
- 1993 - Oriental Nights
- 1993 - And One - Friend Of Stars (Voice Ofra Haza)
- 1994 - Kol Haneshama
- 1995 - Queen in Exile
- 1997 - Ofra Haza
- 1998 - At Montreux Jazz Festival (Live 1990)
- 2000 - Greatest Hits vol.1
- 2001 - HTV Music History
- 2004 — Greatest Hits vol.2/Bemanginat Halev (Melody Of The Heart)
- 2008 — Forever Ofra Haza - Her Greatest Songs Remixed

### Recopilacions
- Ofra Haza Greatest Hits Vol.1 (3 CD) (2000)
- Ofra Haza Greatest Hits Vol.2 (3 CD) (2004)

## Galeria

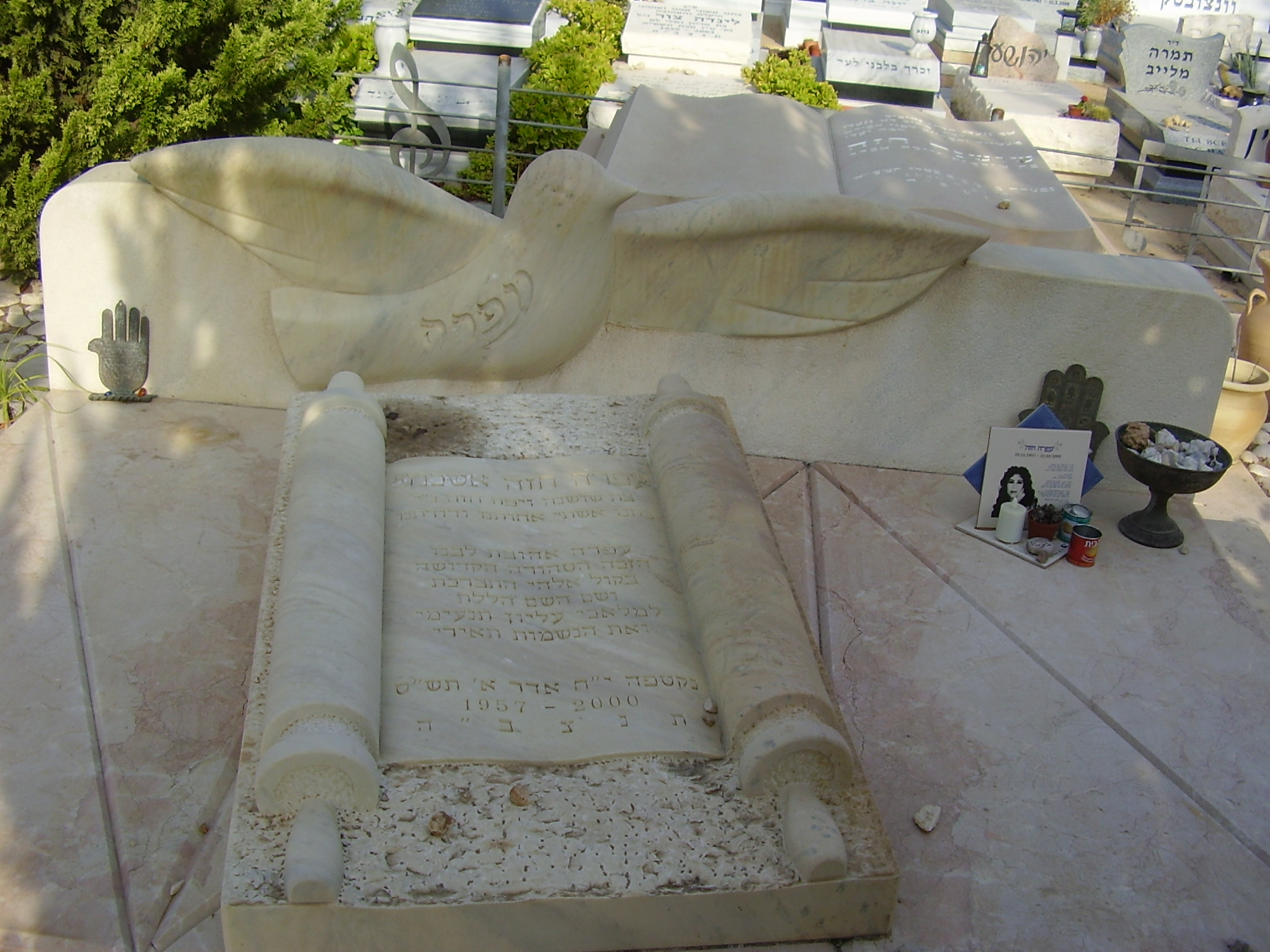
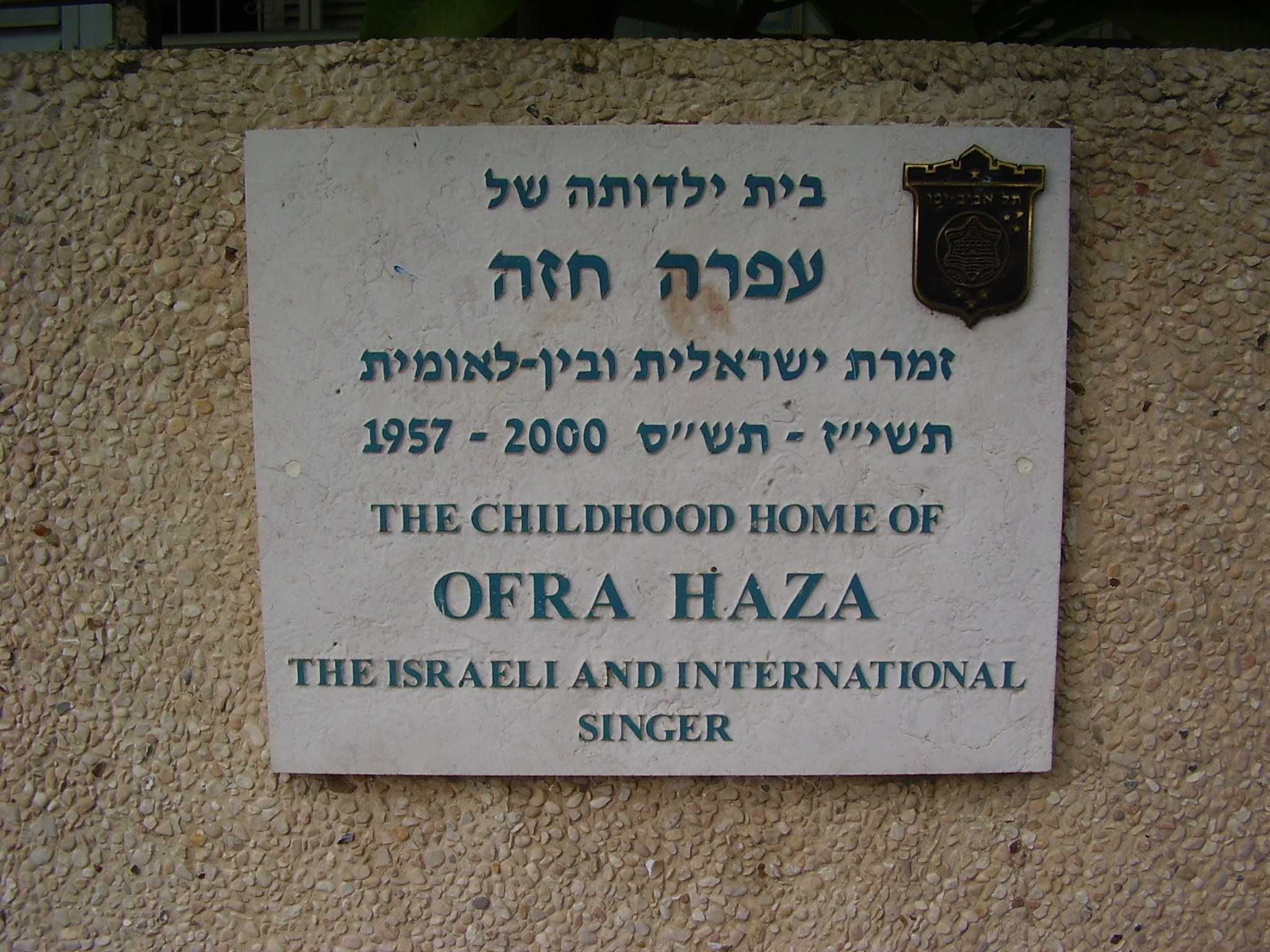
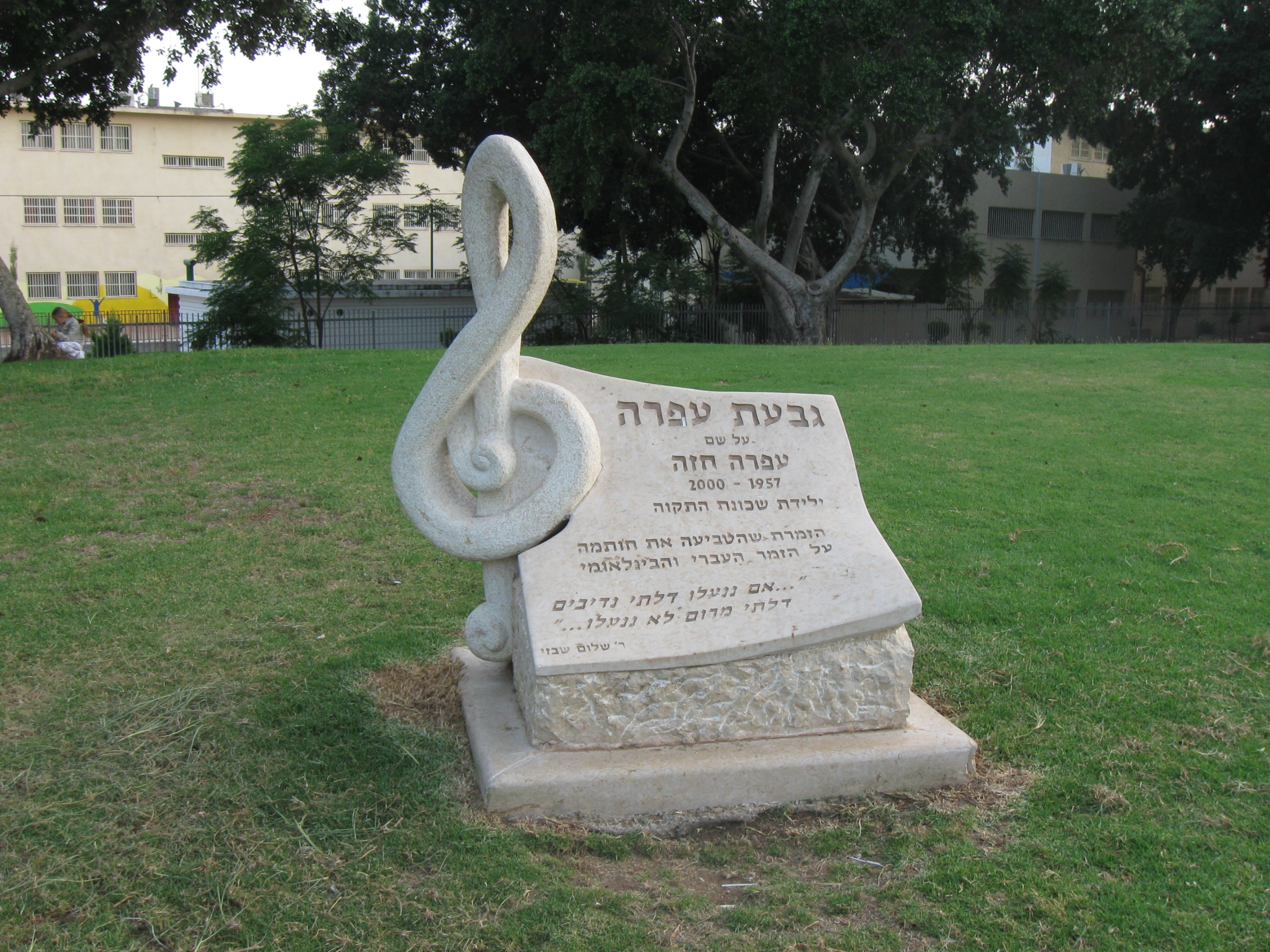